# Liste des chapitres et épisodes de Love Hina
Cet article est un complément de l'article sur le manga et l'anime Love Hina. Il a pour but de recenser les chapitres et épisodes de Love Hina.
Les chapitres sont numérotés sous la forme Hinata X où X est le numéro du dit chapitre. Chaque couverture présente une mise en scène des personnages principaux, et parfois secondaires, de la série correspondant à l'époque de l'année des événements contés dans le tome ; cette scène occupe la moitié centrale de la couverture et est toujours encadré de deux bandes blanches sur lesquelles apparait le logotitre. Le 4e de couverture et la page-titre représentent un des personnages dans une autre mise en scène.
Depuis octobre 2014, la série est rééditée chez Pika Edition avec de nouvelles couvertures, mais pas de nouvelle traduction. 12 volumes sur 14 sont sortis depuis octobre 2014. Les tomes 13 et 14 sortiront pour le 15 juillet 2015.

## Épisodes de Love Hina
Les sources francophones n'emploient pas les mêmes titres. Ni France 4 ni Déclic Images n'emploient une traduction, fût-elle approximative, des titres japonais. Toutefois, la fin des titres de Déclic Images reprennent à leur façon le mot-clé qui termine ceux-ci.
Il existe trois versions des titres, la première pour Déclic Images et les deux autres pour France 4.

### Déclic Images
| - 01. Le dortoir des filles, bains compris ! Façon très station thermale ! - 02. Shinobu, la nouvelle pensionnaire de Hinata. Façon très fléchée ! - 03. Est-elle amoureuse ? La fille Kendō. Façon très film de samouraïs. - 04. La promesse de Tōdai : c'était il y a 15 ans ! Façon très journal intime. - 05. Rapprochement soudain ! Le voyage à Kyōto ! Façon très suspens et excitation ! - 06. Le premier baiser de Keitarō ? Avec... Façon très route de voyage. - 07. Premier rencard ! Les pensées impures de Keitarō ! Façon très de nos jours ! - 08. La légende du palais du dragon de la fille Kendō. Façon très rêve ! - 09. L'affaire du vol à huis clos de l'argent de Hinata. Façon très mystère ! - 10. Qui est la beauté errant en nuit de lune ? Façon très transformation. - 11. Objectif : Tōdai ! L'idole est en prépa ! Façon très chanson. - 12. Changement de look ? La maîtresse du sabre. Façon très fille ! - 13. Le premier baiser avait un goût de citron ? Ou de marshmallow ? Façon très adulte ! - 14. Retrouvailles ? L'amour de Naru est maintenant prof à Tōdai ! Façon très vers l'amour ! | - 15. Je t'aime ! L'aveu d'amour dans la caverne ! Façon très grotte ! - 16. La pièce de théâtre de la mer. Le café de plage Hinata. Façon très bisou ? - 17. La mer... Émerveillés par Naru ! Effrayés par le monstre ! Façon suspecte ! - 18. A chacun son "festival d'été parcouru avec toi en Yukata" ! Façon très "bon ben". - 19. Un palanquin de jade ? Le prince de l'autre côté de l'océan ! Façon très chaleureuse ! - 20. La petite fille endormie et la promesse de couleur sépia. Façon très mécanique. - 21. Explosion de jalousie ? Le couple très chaud sur la barque. Façon frissonnant de rage. - 22. Grande stratégie à huis clos ! Les manigances de Mei, la petite sœur ! Façon "c'est pas vrai". - 23. Naru Segawa, son cœur balançant et Keitarō. Façon très brisée. - 24. Célébration ! Les cerisiers fleuriront pour Tōdai ? Ou pour l'amour ? Façon "tous ensemble" ! - 25. Le choix de Motoko : l'amour ou l'épée... Façon très larmes. |

### France 4 v.1
| - 01. Le dortoir des filles, bains compris ! - 02. Shinobu, la nouvelle pensionnaire de Hinata. - 03. Est-elle amoureuse ? - 04. La promesse de Tōdai : c'était il y a 15 ans ! - 05. Rapprochement soudain ! - 06. Le premier baiser de Keitarō ? Avec... - 07. Premier rencard ! - 08. La légende du palais du dragon de la fille Kendō. - 09. L'affaire du vol à huis clos de l'argent de Hinata. - 10. Qui est la beauté errant en nuit de lune ? - 11. Objectif : Tōdai ! L'idole en prépa ! - 12. Changement de look ? La maîtresse du sabre. - 13. Le premier baiser avait un goût de citron ? | - 14. Retrouvailles ? L'amour de Naru est maintenant prof à Tōdai ! - 15. Je t'aime ! L'aveu d'amour dans la caverne ! - 16. La pièce de théâtre de la mer. - 17. La mer... Émerveillés par Naru ! Effrayés par le monstre ! - 18. A chacun son "festival d'été parcouru avec toi en Yukata" ! - 19. Un palanquin de jade ? Le prince de l'autre côté de l'océan ! - 20. La petite fille endormie et la promesse de couleur sépia. - 21. Explosion de jalousie ? - 22. Les manigances de Mei, la petite sœur ! - 23. Naru Narusegawa, son cœur balançant et Keitarō. - 24. Célébration ! Les cerisiers fleuriront pour Tōdai ? - 25. Le choix de Motoko : l'amour ou l'épée... |

### France 4 v.2
| - 01. Sources thermales - 02. Shinobu, la nouvelle résidente - 03. Une kendōka amoureuse - 04. La promesse de Tōdai, c'était il y a 15 ans ! Façon très journal intime. - 05. Voyage à Kyōto - 06. Qui veut embrasser Keitarō - 07. Les sentiments de Keitarō - 08. Rêve - 09. L'affaire de l'argent disparu - 10. Beauté errant sous la lune - 11. L'idole est une redoublante - 12. L'experte en sabre change d'habits - 13. Le premier baiser a-t-il un goût de citron ? | - 14. Rencontre avec un ancien amour - 15. Déclaration d'amour dans une grotte - 16. Salon de thé sur la plage - 17. Naru envoutée sur la plage - 18. Un festival d'été et des yukata - 19. Le prince de par delà les mers - 20. La fille endormie et la promesse couleur sépia - 21. Jalousie - Un couple sur un bateau - 22. Le plan de Mei : Opération chambre close - 23. Naru, ses sentiments et Keitarō - 24. Les cerisiers fleurissent à Tōdai - 25. Le choix de Motoko : l'amour ou le sabre |

### OAV et films
- Love Hina Final Selection (résumé des épisodes 1 à 25)
- Love Hina Christmas : Silent Eve (2000)
- Love Hina Spring : Le cerisier fleurira pour toi !! (2001)
- Love Hina Again (2002)
  - Love Hina Again Kanako
  - Love Hina Again Keitaro
  - Love Hina Again Naru